# Авремешть (Муреш)
Авремешть, Авремешті (рум. Avrămești) — село у повіті Муреш в Румунії. Адміністративно підпорядковане місту Лудуш.
Село розташоване на відстані 280 км на північний захід від Бухареста, 35 км на захід від Тиргу-Муреша, 46 км на південний схід від Клуж-Напоки.

## Населення
За даними перепису населення 2002 року у селі проживали 197 осіб.
Національний склад населення села:
| Національність | Кількість осіб | Відсоток |
| -------------- | -------------- | -------- |
| угорці         | 128            | 65,0%    |
| румуни         | 69             | 35,0%    |

Рідною мовою назвали:
| Мова      | Кількість осіб | Відсоток |
| --------- | -------------- | -------- |
| угорська  | 130            | 66,0%    |
| румунська | 67             | 34,0%    |